# Subnautica
Subnautica es un juego de acción-aventura y supervivencia desarrollado y publicado por Unknown Worlds Entertainment. Permite al jugador explorar libremente un planeta oceánico alienígena, conocido como 4546B, recolectando recursos para sobrevivir, desarrollando una historia a lo largo del juego. 
El juego se publicó en acceso anticipado en diciembre de 2014 para Windows, en junio de 2015 para MacOS, y para Xbox One en mayo de 2016. El 23 de enero de 2018 se lanzó al mercado la versión 1.0 de Subnautica para Windows y el 4 de diciembre de 2018, para Xbox y Playstation 4. Su secuela, Subnautica: Below Zero, se publicó en acceso anticipado el 14 de Mayo de 2018.

## Desarrollo
Subnautica fue anunciado por Unknown Worlds Entertainment el 17 de diciembre de 2013, con Charlie Cleveland como el director del juego y el principal programador del juego, y Hugh Jeremy como el productor.
El equipo de desarrollo optó por usar el motor de Unity en lugar de Spark, el motor utilizado para el juego anterior de la compañía, Natural Selection 2. El productor de Subnautica, Hugh Jeremy justificó esta decisión debido a las diferentes demandas que el juego pone en el motor, y "porque [el equipo] no incluye a las personas que trabajan en Spark, no es apropiado que Subnautica use Spark. Al usar Unity para Subnautica, Spark puede seguir desarrollándose en ciertas direcciones, mientras que Subnautica se desarrolla en otras. Usar Spark para Subnautica sería como intentarlo para caber una clavija cuadrada en un agujero redondo".[cita requerida]
El equipo de desarrollo optó por la NO inclusión de armas letales en el juego. Charlie Cleveland, el director del juego, describió Subnautica como "un voto hacia un mundo con menos armas" y se sintió inspirado por la violencia armada de la vida real, incluido el tiroteo Sandy Hook, para alentar a los jugadores a pensar en "menos soluciones violentas y más soluciones creativas para resolver nuestros problemas ".[cita requerida]
La versión en acceso anticipado de Subnautica se publicó en Steam el 16 de diciembre de 2014, y se encontraba en desarrollo de acceso anticipado hasta el 23 de enero de 2018. Fue lanzado en Xbox One Preview el 17 de mayo de 2016.
La versión completa de Subnautica se lanzó el 23 de enero de 2018 para Steam y el 4 de diciembre para Xbox One y Playstation 4.

## Recepción
En el lanzamiento, el juego recibió críticas "generalmente positivas" de acuerdo con el agregador de reseñas Metacritic, obteniendo una valoración de 87/100 para la versión de Windows.
Ian Birnbaum de PC Gamer describió a Subnautica como un "Minecraft submarino" y comentó que "con un desarrollador experimentado al timón y una variedad ilimitada de océanos con los que jugar, a Subnautica le va a costar mucho salir mal. La caja de herramientas se profundiza y la forma del juego final se establece, Subnautica será un ejemplo único de cómo la supervivencia puede ser tensa, gratificante, divertida y bella". Marsh Davies de Rock, Paper, Shotgun elogió la naturaleza gratificante explorando el mundo de Subnautica, pero criticando la "arbitrariedad" y la falta de intuición en algunas de las recetas del juego.